# هورسفورد
هورسفورد (به انگلیسی: Horsford) یک روستا و محله مدنی در بریتانیا است که در Broadland واقع شده‌است. هورسفورد ۱۹٫۵۶ کیلومتر مربع مساحت و ۴٬۱۶۳ نفر جمعیت دارد.